# Groupe d'îles de Sir Edward Pellew
Le groupe d'îles de Sir Edward Pellew est un groupe d'îles du Territoire du Nord, en Australie, situé dans le coin sud-ouest du golfe de Carpentarie.

## Histoire
Ces îles ont été nommées en 1802 par Matthew Flinders en l'honneur de Sir Edward Pellew, un officier de la marine. Bien que Flinders soit le premier explorateur anglais à visiter ces terres, son journal mentionne que des « étrangers » les ont visitées avant lui. Il s'agirait selon lui de Chinois.